# 212 (číslo)
Dvě stě dvanáct je přirozené číslo, které následuje po čísle dvě stě jedenáct a předchází číslu dvě stě třináct. Římskými číslicemi se zapisuje CCXII a řeckými číslicemi σιβ.

## Matematika
212 je:
- Nešťastné číslo
- Nepříznivé číslo

## Astronomie
- (212) Medea je planetka hlavního pásu, kterou objevil v roce 1880 Johann Palisa.

## Doprava
- Silnice II/212 je česká silnice II. třídy vedoucí na trase Lázně Kynžvart – Kynšperk nad Ohří – Luby – Německo.[1]

## Komunikace
- +212 je mezinárodní telefonní předvolba Maroka.

## Ostatní
- E 2112 je E kód konzervantu benzoanu draselného.
- Ve Fahrenheitově stupnici je 212 °F teplota varu vody.

## Roky
- 212
- 212 př. n. l.